# Lilium 'Lady Jane'
Lilium 'Lady Jane' — сорт лилий из группы Азиатские гибриды по классификации третьего издания Международного регистра лилий.

## Происхождение
Сеянец 'Gwen Mills' × смесь пыльцы

## Биологическое описание
Высота растений 40—80 см.
Цветки жёлтые.